# Mexikansk eremit
Mexikansk eremit (Phaethornis mexicanus) är en fågel i familjen kolibrier.

## Utseende och läte
Mexikansk eremit är en spektakulär stor kolibri. Noterbart är strimmigt ansikte, mycket lång och böjd näbb och rätt färglös fjäderdräkt. På stjärten syns långa vita förlängda stjärtpennor. Den är helt olik andra kolibrier i sitt utbredningsområde.

## Utbredning och systematik
Mexikansk eremit återfinns i västra och sydvästra Mexiko. Den behandlas som monotypisk, det vill säga att den inte delas in i några underarter.

## Levnadssätt
Mexikansk eremit hittas i skuggig undervegetation i skog och skogsbryn, framför allt med tillgång på stånd av Heliconia. Hanen kan sitta still och sjunga under långa perioder medan den pumpar stjärten upp och ner. Under födosök ryttlar den kortvarigt framför blommor medan de långa vita stjärtpennorna hålls nästan lodrätt.

## Status och hot
Arten har ett stort utbredningsområde, men tros minska i antal, dock inte tillräckligt kraftigt för att den ska betraktas som hotad. Internationella naturvårdsunionen IUCN listar arten som livskraftig (LC). Beståndet uppskattas till i storleksordningen 20 000 till 50 000 vuxna individer.